# 엑솔라
엑솔라는 비디오 게임 상점관리와 빌링 솔루션 산업의 선두주자로, 게임 개발자와 퍼블리셔에게 글로벌 결제, 빌링, 마케팅 서비스를 제공하고 있다. 엑솔라는 하이테크 결제 플랫폼을 이용한 수익화 솔루션으로 전 세계 인게임 결제를 간편하게 이용할 수 있도록 도와준다.
엑솔라 본사는 셔먼 오크스, 로스엔젤레스, 캘리포니아에 위치하고 있으며 러시아의 모스크바, 페름과 한국 서울에 지사를 보유하고 있다. 현재 Steam,Twitch.tv 아에리아 게임즈, 빅포인트, 게임포지, 앙카마 게임즈, 워게이밍, 가이진 엔터테인먼트, 굿게임 스튜디오, 스네일 게임즈(Snail Games) 등의 다양한 게임 기업들이 엑솔라의 서비스를 이용하고 있다.

## 연혁

### 시작
2006년 Shurick Agapitov가 러시아 페름에 설립한 엑솔라는 당시 2Pay라는 이름으로 현지 결제 수단(cash kiosks, prepaid cards, money orders and e-wallets)들을 이용하여 결제 서비스를 제공하였다. 2Pay는 원래 러시아 게임 개발자와 퍼블리셔를 대상으로 서비스를 제공하였으며 페이팔과 SMS 결제 옵션을 추가한 뒤, 독립 국가 연합 (CIS) 시장에 진입하고 글로벌 확장을 시작했다.

### 성장
2010년, 2Pay는 본사를 셔먼 오크스, 캘리포니아 (Sherman Oaks, CA)로 이동하고 엑솔라로 사명을 변경하였다. 엑솔라의 CI는 얀덱스 검색 포털 사이트(Yandex search engine), 알파 은행(Alfa-Bank), 가제타.루(Gazeta.ru), 렌타(Lenta.ru) 등의 회사 CI를 디자인한 러시아의 유명 웹 디자인 스튜디오, 아트 레베데프 스튜디오에서 제작하였다.

### 장기적 전망
Shurick Agapitov에 의하면 50% 이상의 엑솔라 수익은 유럽과 미국 게임 개발자/퍼블리셔에게서 발생하고 있다 (2014년 기준). 엑솔라는 새로운 서비스 제공으로 사업의 다각화를 발표했으며 유럽, 미국 및 아시아 지역의 시장 점유율 확장을 전략적 목표로 삼고 있다. 엑솔라는 Perfect World Entertainment와 같은 유명 게임 기업이 스스로 자사의 게임을 다른 시장에 퍼블리싱 할 수 있도록 지원해 주고 있다.

## 엑솔라 서비스

### 결제 서비스
2015년 5월 기준으로 엑솔라는 신용카드, 선불카드, 모바일 결제, 프리미엄 SMS, 전자 지갑, 현금, 결제 키오스크 등 700개 이상의 글로벌 결제 서비스를 제공하고 있다.글로벌 결제 옵션 외에도 엑솔라는 비자(Visa), 마스터카드(MasterCard), 마에스트로(Maestro), 아메리칸 익스프레스 카드(American Express cards), 페이팔(PayPal)을 이용한 현지 결제 옵션 또한 제공 하고 있다. 그중에는 현지 은행(Chase, Bank of America, U.S. Bank, Citibank, etc. in USA, Sberbank, Alfa-Bank, Russian Standard Bank, etc. in Russia, La Caixa and IberCaja in Spain, and so on), 현지 휴대폰 (T-Mobile and Vodafone in Germany, MTS, Beeline, MegaFon and Rostelecom in Russia, T-Mobile, Verizon, AT&T, Sprint in USA, etc.), 현지 e-wallets (Skrill, Neteller in Europe, Yandex.Money, QIWI and Webmoney in Russia, Cherry Credits and Alipay in China), Boku 등이 있다.

### 게임 스토어
게임 스토어는 넓은 범위에서 다양한 기능을 가지고 있는 인게임 솔루션이다. 게임 스토어는 가상화폐, 아이템, 정기구독을 지원하고 퍼블리셔와 개발자들이 다양한 프로모션 전략을 실행할 수 있는 공간이다.

### Xsolla Network
Xsolla Network는 퍼블리셔와 개발자들을 위한 유저 확보 솔루션이다. Xsolla Network는 어떠한 투자금 없이 전 세계 대형 인터넷 플랫폼으로부터 과금 유저를 만들어 낸다. 일반 유저가 과금 유저가 되면, 퍼블리셔와 개발자는 과금 유저로부터 발생한 수익의 일정 부분을 공유한다. Xsolla Network는 개발자와 미디어 플랫폼이 직접 협상할 수 있는 유연한 조항을 가지고 있다.

### 부정 결제 관리
엑솔라의 사기 및 환불 관리 서비스는 환불을 포함한 다양한 범위를 지원한다. Xsolla는 다른 산업에서 사용하는 표준 사기 방지 시스템을 포함하는 자체적인 사기 방지 필터를 사용한다. 최근 사례에 따르면, Xsolla의 부정 결제 방지 시스템은 부정 결제율을 39.6%에서 0.6%로 줄일 수 있었다.

### 고객 지원
엑솔라는 글로벌 게임 개발자 및 퍼블리셔에게 다양한 언어로 365일 고객 지원을 제공하고 있다. 엑솔라의 고객지원 팀은 티켓을 생성하거나 이메일, 온라인 채팅 또는 무료 전화로 연락할 수 있다.

### 분석
엑솔라는 결제 및 게임과 관련한 분석 툴을 제공하고 있다. 2015년 4월, 엑솔라는 Slemma로 인해 구동 되는 결제 분석 및 게임 분석을 통해 게임의 비용 대비 효율성을 평가할 수 있게 도와주는 무료 분석 패키지를 발표했다.

## PayStation 3.0
페이스테이션은 엑솔라가 개발한 툴로 i-frame, 인게임, 모바일, 타블렛 및 전체 웹 브라우저와 같은 다양한 인터페이스에 적용 가능하다. 이 솔루션은 국가와 타입으로 분류된 Xsolla의 모든 결제 옵션을 제공한다. 페이스테이션의 2.0 버전은 로스엔젤리스 컨벤션 센터에서 개최된 E3 2012에서 발표되었다.
페이스테이션 3.0은 비디오 게임 콘텐츠에 맞춘 엑솔라의 최신 버전 상점 관리 플랫폼이다. 페이스테이션 3.0을 이용하여 게임 머니, 게임 아이템, 프리미엄 정기 결제를 하나로 간소화된 프리미엄 UI에서 판매할 수 있고, 하나의 판매 계정으로 모든 설정과 관리를 할 수 있다. 모바일 페이스테이션 3.0은 모바일 화면에서의 인게임 결제를 위해 제작된 엑솔라의 최신 버전 상점관리 플랫폼이다. 이 솔루션은 안드로이드, 브라우저, 모바일 기반의 게임과 호환이 가능하다. 모바일 버전의 페이스테이션은 페이스테이션 3.0과 같은 기능을 제공한다.

### Xsolla Unity SDK
Xsolla Unity SDK는 Unity5로 개발된 게임 빌링 및 스토어 프런트 관리 솔루션이다. Xsolla Unity SDK는 인게임 스토어 관리, 가상화폐, 아이템, 번들, 정기구독, 현지화 UI, 다양한 현지 통화, Xsolla를 통한 700개 이상의 결제 수단, 프로모션을 제공한다. Xsolla Unity SDK는 Unity Asset 스토어에서 이용할 수 있다.

### Pay2Play
개발자는 게임과 DLC를 Pay2Play를 활용해 직접 자신의 홈페이지에서 판매할 수 있다. 개발자가 직접 게임 코드 (증기, 원산지, uPlay 등) 또는 DRM 무료 다운로드를 판매 할 수 있다. 판매 정책은 온전히 판매자에 의해 정해지고 Pay2Play 위젯의 설정은 Xsolla 판매자 계정에서 직접 관리 할 수 있다.

## Xsolla eSports Academy
Xsolla eSports Academy는 2015년 8월 6일 Gamescom에서 발표되었다. 아카데미는 전 세계 eSports 코치 및 팬을 위한 eSports 교육 프로젝트다. Xsolla eSports Academy는 DOTA 2, Counter Strike Global Offensive, SMITE, HearthStone, League of Legends등 다양한 게임을 지원한다. 파트너십 프로그램은 Xsolla eSports Academy 화이트-라벨 위젯을 웹사이트에 붙이면 가능하다.

## 커버리지
엑솔라는 러시아와 CIS 국가를 100% 커버할 뿐만 아니라 이 외의 지역에도 매우 높은 인지도를 자랑한다. 엑솔라는 동유럽 지역의 게임 산업 중 가장 빠른 성장률을 보이고 있었던 우크라이나 시장을 시작으로 수 년간 다양한 결제 시스템(유럽의 Skrill, SafetyPay, 48개 국가의 Centili, etc.) 을 추가하고 전세계의 게임 개발자/퍼블리셔(Barbily, S2 Games, Valve)와 계약을 성사 시키며 사업 포트폴리오를 확장하였다.